# Gare des Trois-Chênes
Pour les articles homonymes, voir Trois-Chênes.
La gare des Trois-Chênes est une gare ferroviaire française de la ligne de Paris-Est à Mulhouse-Ville, située sur le territoire de la commune de Belfort, à proximité des usines Alstom et General Electric, dans le département du Territoire de Belfort, en région Bourgogne-Franche-Comté. Elle permet une desserte du nord de l'agglomération belfortaine, la gare principale de Belfort étant à 1,8 km vers le sud, non loin du centre-ville.
C'est une halte de la Société nationale des chemins de fer français (SNCF), desservie par des trains régionaux du réseau TER Bourgogne-Franche-Comté.

## Situation ferroviaire
Établie à 372 mètres d'altitude, la gare des Trois-Chênes est située au point kilométrique (PK) 440,891 de la ligne de Paris-Est à Mulhouse-Ville, entre les gares ouvertes de Bas-Évette et de Belfort. Elle est séparée de celle de Bas-Évette par la gare fermée de Valdoie.

## Histoire
Cette halte a été mise en service le 1er juillet 1927.

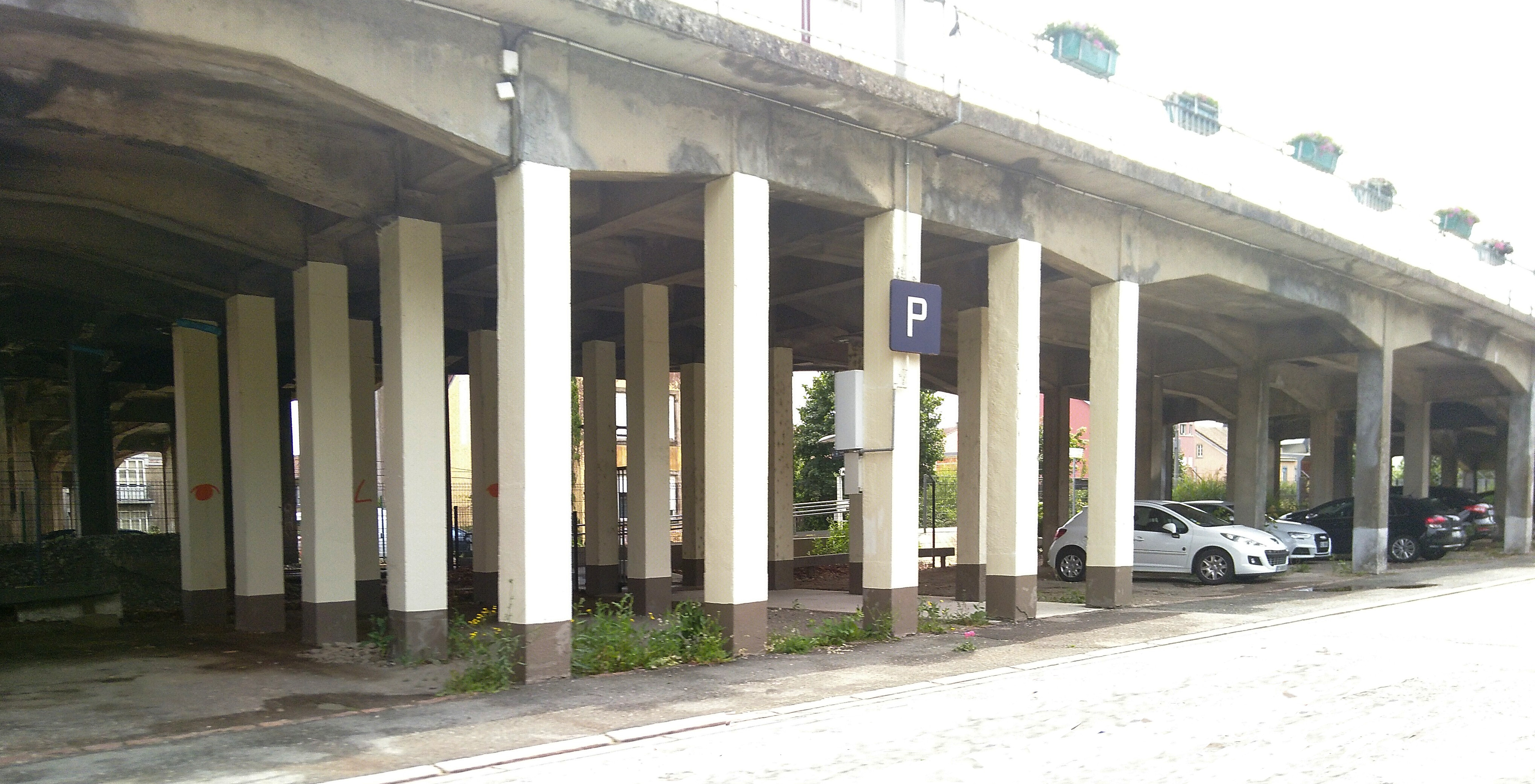
Accès au quai direction Vesoul, sur la rue Louis-Lacaille, sans aucune inscription signalant l'existence de cette halte ferroviaire.

Pour des raisons de sécurité, la desserte dans le sens sud–nord (en provenance de Belfort) a été supprimée à partir du 14 décembre 2014, la desserte dans le sens nord–sud (en direction de Belfort) étant conservée. Plusieurs manifestations ont eu lieu pour exiger le maintien de la desserte dans les deux sens. Une pétition a été mise en place.
Un an plus tard, le 13 décembre 2015, un nouveau quai dans le sens sud–nord de 110 mètres de long, accessible aux personnes handicapées et pourvu d'un abri, a été mis en service ; la halte est à nouveau desservie par dix trains dans chaque sens.

## Fréquentation
De 2015 à 2024, selon les estimations de la SNCF, la fréquentation annuelle de la gare s'élève aux nombres indiqués dans le tableau ci-dessous.
| Année     | 2015   | 2016   | 2017   | 2018   | 2019   | 2020   | 2021   | 2022   | 2023   | 2024   |
| --------- | ------ | ------ | ------ | ------ | ------ | ------ | ------ | ------ | ------ | ------ |
| Voyageurs | 16 508 | 21 491 | 20 775 | 18 155 | 22 181 | 14 019 | 12 744 | 18 236 | 21 295 | 24 922 |

## Service des voyageurs

### Accueil
Halte de la SNCF, c'est un point d'arrêt non géré (PANG), à entrée libre.

### Desserte
La gare est desservie par des trains TER Bourgogne-Franche-Comté, qui effectuent des missions entre les gares d'Épinal ou de Vesoul et de Belfort.

### Intermodalité
Elle se situe à proximité de l'arrêt Bohn, desservi par la ligne 4 du réseau Optymo. Elle dessert également le site du Techn'hom.